# Bahnhof Schulterblatt

Der ehemalige Bahnhof Schulterblatt

Der an der Hamburg-Altonaer Verbindungsbahn gelegene Bahnhof Schulterblatt nahe der gleichnamigen Straße wurde am 30. September 1865 eröffnet. Er war zunächst nur für den Güterverkehr vorgesehen, jedoch wurde mit der ein Jahr späteren, vollständigen Fertigstellung der Verbindungsbahn am 16. Juli 1866 auch der Personenverkehr aufgenommen. Das zweistöckige Empfangsgebäude stand südöstlich der Gleise an der damaligen Parallelstraße, der heutigen Eifflerstraße. 
Die seinerzeit geplanten umfangreichen Veränderungen des Altonaer Bahnhofsgeländes ab 1890 sahen jedoch unter anderem die Aufgabe des Bahnhofs Schulterblatt vor. Dessen Schließung erfolgte am 30. April 1893, nachdem bereits zwei Jahre vorher der Güterverkehr eingestellt wurde.
Als Ersatz wurde unmittelbar mit der Schließung des Bahnhofs Schulterblatt der 700 Meter weiter westlich gelegene Bahnhof Holstenstraße in Betrieb genommen. 